# 民主与共和左翼党团
民主与共和左翼党团（法語：Groupe de la Gauche Démocrate et Républicaine，缩写为GDR）是法国国民议会内的一个左翼党团。该党团成立于2007年6月26日。该党团现任主席是法国共产党籍议员安德烈·沙赛涅。